# Mechanics in Ini
Mechanics in Ini („Mechaniken im Raum“) war eine grönländische Band.

## Geschichte
Mechanics in Ini wurde 1997 von Rasmus Rosing gegründet. Er wirkte am Album Sarsuasut mit, das 1998 als Musical für die Theatergruppe Silamiut entstanden war. Erst 2001 veröffentlichte Mechanics in Ini sein Debütalbum Inimi („Im Raum“). Das Album war größtenteils grönländischsprachig, hatte aber auch einige englische Lieder. Nina Kreutzmann Jørgensen und Pilu Lynge wirkten als Gastmusikerinnen mit. Anschließend ging die Band in Grönland auf Tournee. 2001 erhielt Rasmus Rosing für die Band den Talentpreis der Koda Awards. Es sollte jedoch das einzige Album der Band bleiben, die 2003 aufgelöst wurde, als Rasmus Rosing eine Drogenpsychose entwickelte.